# Semaeopus anomala
Semaeopus anomala là một loài bướm đêm trong họ Geometridae.